# Acidente do Cessna 208 prefixo PT-OQR em 2022
O acidente do Cessna 208 prefixo PT-OQR em 2022 foi um acidente aéreo ocorrido no dia 11 de maio de 2022 no município de Boituva, em São Paulo.
Haviam na aeronave 15 pessoas que estavam praticando paraquedismo na cidade. A aeronave em questão era um Cessna Caravan 208 de prefixo PT-OQR pertencente a empresa Skydive4Fun, e estava com o Certificado de Aeronavegabilidade em vigor, que foi posteriormente suspenso por causa do acidente. Foram relatadas 2 mortes e 12 feridos.
As causas do incidente estão sendo apuradas e, relatos de testemunhas sugerem que o acidente ocorreu após o avião chocar-se com a rede elétrica e em seguida, com um barranco, após tentar um pouso de emergência por conta de uma suposta pane elétrica.

## Acidente
O avião com 15 passageiros e um piloto saiu do Centro de Paraquedismo de Boituva no inicio da tarde, onde as condições para a realização do esporte eram favoráveis. Logo após, o piloto supostamente observou uma pane elétrica na aeronave e tentou realizar uma aterrisagem de emergência de volta ao Centro de Paraquedismo. Após supostamente se chocar contra torres de eletricidade, o avião acabou caindo de um barranco e tombando, assim deixando 2 mortos e 12 feridos.
O resgate foi realizado por equipes da Polícia Militar do Estado de São Paulo, com o auxilio dos seus helicópteros Águia; pelos Bombeiros Militares do Estado de São Paulo, pelo Serviço de Atendimento Móvel de Urgência (SAMU) e pelos Guarda Civis Metropolitanos (GCM). Mesmo sem ter havido um incêndio, o local do acidente foi isolado para o controle de um vazamento de combustível e preservar o local para futuras investigações.
As causas do acidente ainda serão apuradas pelo Centro de Investigação e Prevenção de Acidentes Aeronáuticos (CENIPA).

### Vítimas
As duas vítimas fatais do acidente foram identificadas como:
- Wilson José Romão Júnior de 38 anos, natural de Piracicaba, era paraquedista profissional e instrutor do esporte.
- André Luiz Warwar de 53 anos, era um paraquedista experiente e acompanhava o salto. Em sua vida profissional André era diretor de filmes e funcionário do Grupo Globo, em 2017 havia publicado seu primeiro longa-metragem chamado "Crime da Gávea".